# Richard Salzl

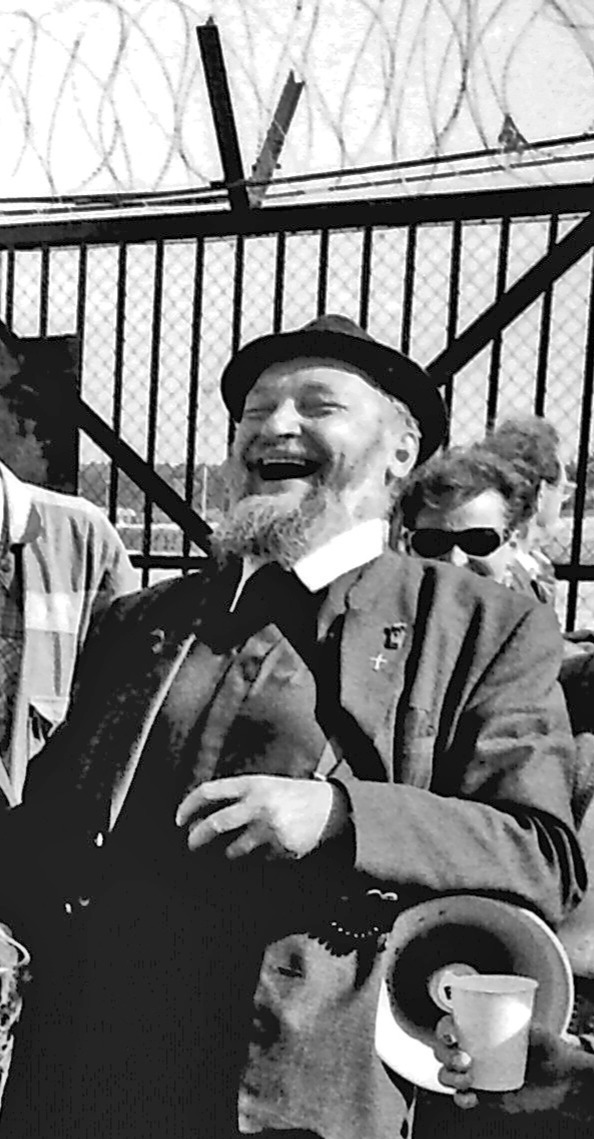
Richard Salzl feiert das WAA-Aus am Bauzaun 1989

Richard Salzl (* 1940 in Amberg; † 12. September 2023 in Regensburg) war ein römisch-katholischer Priester und Aktivist gegen die Wiederaufarbeitungsanlage Wackersdorf in Bayern.

## Leben und Wirken
Salzl wurde im oberpfälzischen Amberg geboren, besuchte die Volksschule und erlernte die Handwerksberufe Ofenbauer und Fliesenleger. Mit 25 entschied er sich gegen den Rat der Eltern, Pfarrer zu werden, und besuchte das Spätberufenengymnasium in Waldram. 1976 wurde Richard Salzl mit 36 zum Priester geweiht. Von 1976 bis 1980 war er Kaplan und Jugendseelsorger in Viechtach und später Landvolkpfarrer bei der Katholischen Landvolkbewegung. Danach war er von 1980 bis 2010 Pfarrer in Penting und Seebarn. Außerdem war er Ehrenlandvolkpfarrer des Kreisverbandes Schwandorf. 2010 ging Pfarrer Salzl in den Ruhestand, zog nach Schmidgaden und half regelmäßig in der Pfarreiengemeinschaft Schmidgaden-Rottendorf bei Gottesdiensten aus. 2015 zog er mit seiner Haushälterin Gisela Beer nach Dürnsricht.

## Franziskus-Marterl

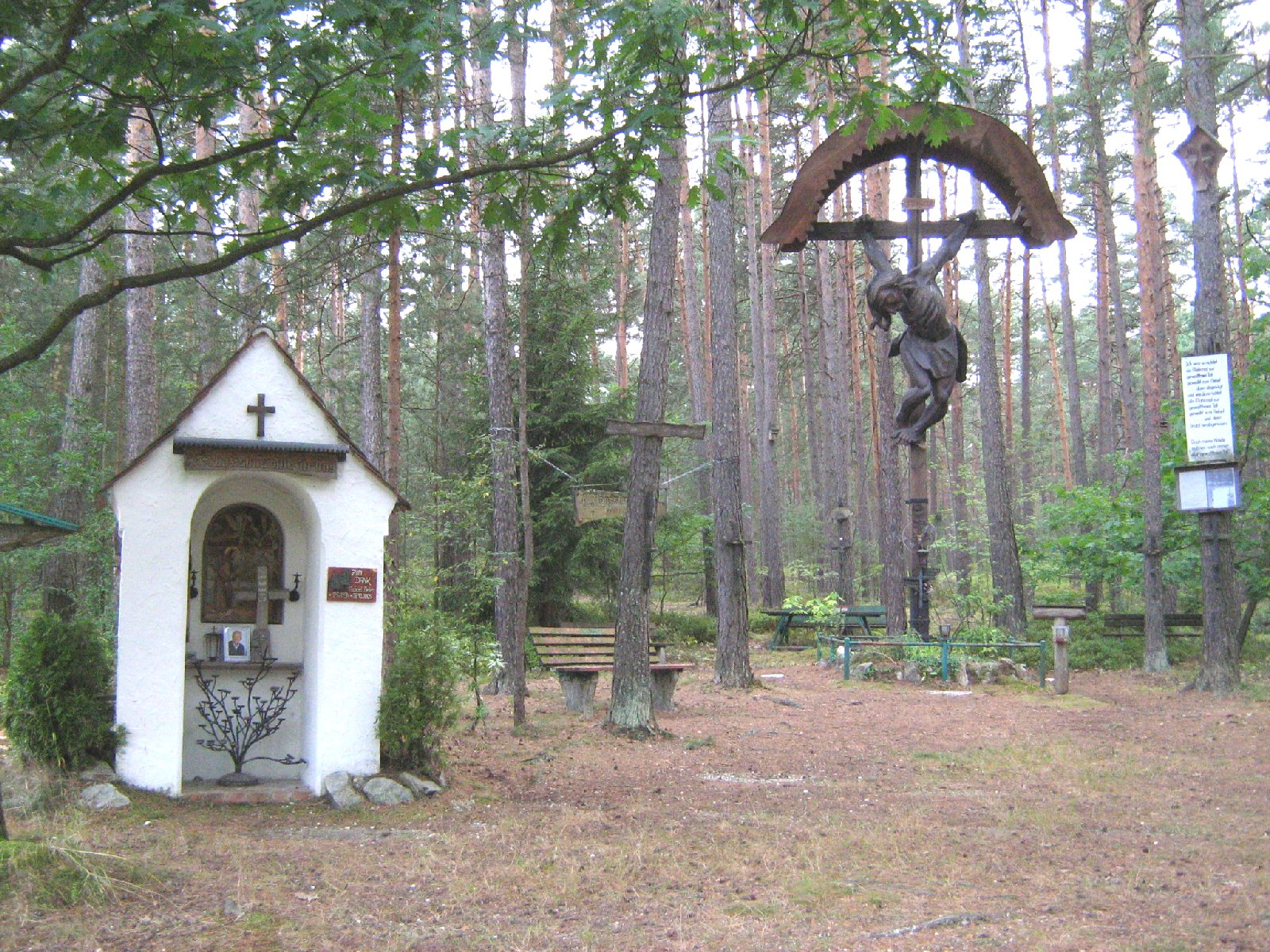
Franziskus-Marterl

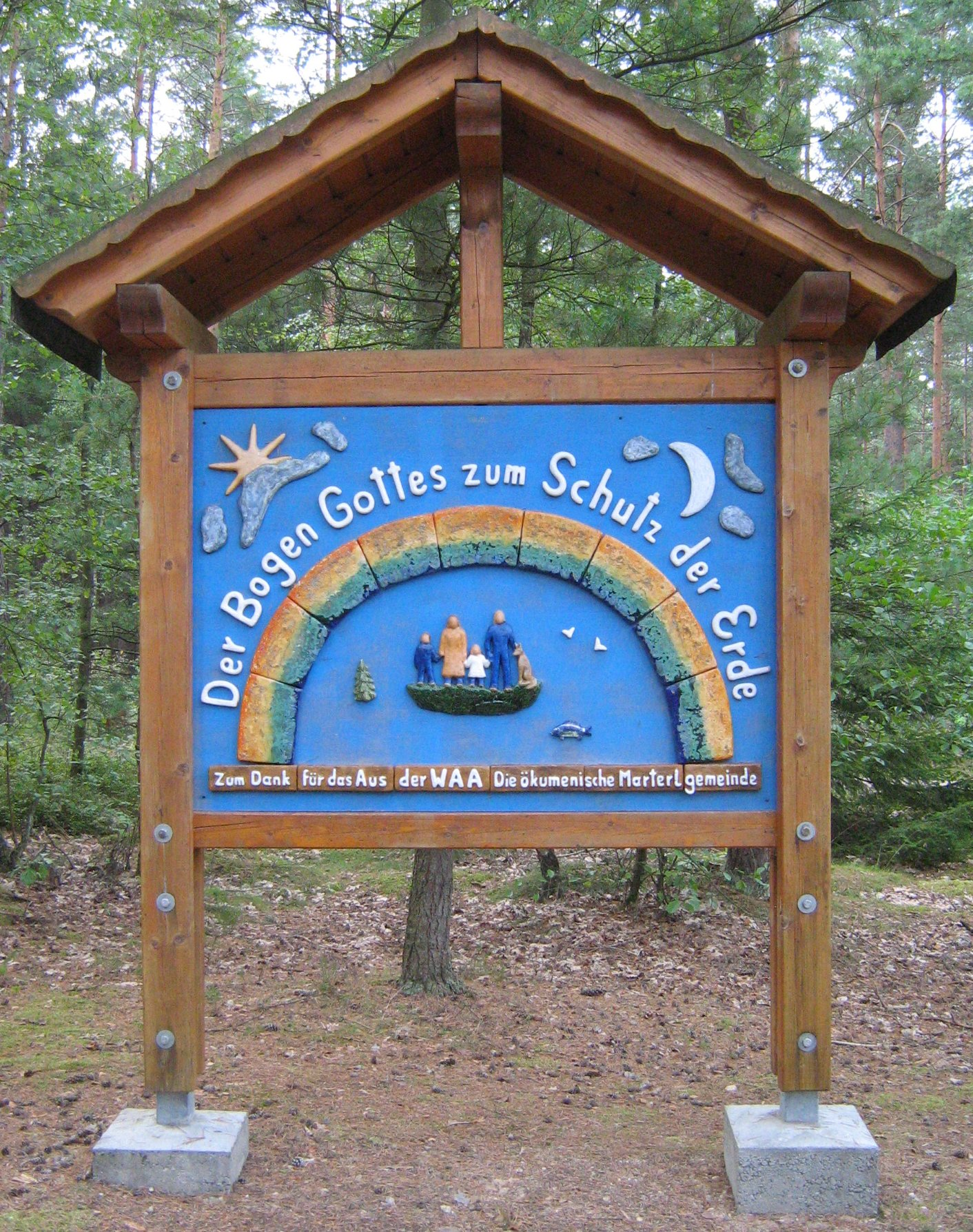
Dank-Denkmal der ökumenischen Marterlgemeinde

Pfarrer Salzl errichtete als gelernter Handwerker Salzl mit einigen Helfern innerhalb von 14 Tagen das Franziskus-Marterl. Am 2. Oktober 1984 konnte Salzl zusammen mit Matthias Kietz (ev.) das Franziskus-Marterl auf dem Grundstück von Michael Meier neben dem WAA-Gelände einweihen.
Ab Weihnachten 1984 fanden dort regelmäßig ökumenische Andachten statt und bald kamen Menschen jeden Sonntag zum Sprechen, Beraten und Beten. Als „WAA-Pfarrer“ wurde Salzl überregional bekannt. Er hielt als Privatmann ohne Stola oft zusammen mit anderen Geistlichen (u. a.  Andreas Schlagenhaufer und Leo Feichtmeier) sonntägliche ökumenische Andachten am Franziskus-Marterl.

## Dokumentationen
- Spaltprozesse (Dokumentarfilm, Salzl ab Min 12, 54, 97)

- Atomstreit in Wackersdorf – Die Geschichte einer Eskalation (Dokumentarfilm, Salzl ab Min 6: „Diese Leute (Demonstranten) machen eigentlich etwas, was meiner Ansicht nach richtig ist. Man soll sich zur Wehr setzen, wenn die Heimat kaputt gemacht wird!“)

- Pfarrer Salzl feiert das WAA-Aus am Bauzaun, BR24, 2 Min[9]